# Prohibition
Prohibition es una serie de tres documentales estadounidenses sobre la Ley seca en los Estados Unidos estrenados en 2011, dirigidos por Ken Burns y Lynn Novick y narrados por Peter Coyote. La miniserie documental fue emitida por PBS entre el 2 y 4 de octubre de 2011. Fue financiado, en parte, por el Fondo Nacional para las Humanidades y está basado en el libro de 2010 Last Call: The Rise and Fall of Prohibition de Daniel Okrent.

## Sinopsis
Prohibition describe cómo el consumo y el efecto de las bebidas alcohólicas en los Estados Unidos estaban relacionados con muchas fuerzas culturales diferentes, incluida la inmigración, el sufragio femenino y el impuesto sobre la renta. Finalmente, el movimiento de la templanza condujo a la aprobación de la «Prohibición», la Decimoctava Enmienda a la Constitución de los Estados Unidos. El desafío generalizado a la ley, la aplicación desigual e impopular y los delitos violentos asociados con el comercio ilegal de alcohol causaron una creciente insatisfacción con la enmienda, lo que finalmente llevó a su derogación trece años más tarde.

## Episodios
1. "A Nation of Drunkards" (1 hr 34 min) describe cómo la inmigración, el alcoholismo, el sufragio femenino y los movimientos de templanza condujeron a la aprobación de la 18a Enmienda, Prohibición.
2. "A Nation of Scofflaws" (1 hr 50 min) aborda cómo la aplicación de la Prohibición fue inconsistente y causó consecuencias imprevistas, incluida la criminalización de una gran parte de la población.
3. "A Nation of Hypocrites" (1 hr 45 min) sigue el giro gradual hacia la derogación de la Prohibición a medida que la Gran Depresión enfoca la atención en otras prioridades.[3]

## Reparto

### Actores de voz
| - Adam Arkin - Philip Bosco - Patricia Clarkson (Carrie Nation) - Kevin Conway - Peter Coyote (narrador) - Blythe Danner - Paul Giamatti (George Remus) - Tom Hanks (periódico) - Jeremy Irons - Samuel L. Jackson | - John Lithgow (H. L. Mencken) - Josh Lucas - Amy Madigan - Carolyn McCormick - Oliver Platt (Al Capone) - Campbell Scott (F. Scott Fitzgerald) - Frances Sternhagen - Joanne Tucker - Sam Waterston (periódico) |

### Consultores entrevistados
| - Zeke Alpern - Jonathan Eig - Noah Feldman - Pete Hamill - Edwin T. Hunt Jr - Michael Lerner - William Leuchtenburg | - Martin E. Marty - Catherine Gilbert Murdock - Daniel Okrent - Ruth P. Smith - John Paul Stevens - Margot Loines Wilkie - Joshua M. Zeitz |